# 비행기 (동요)

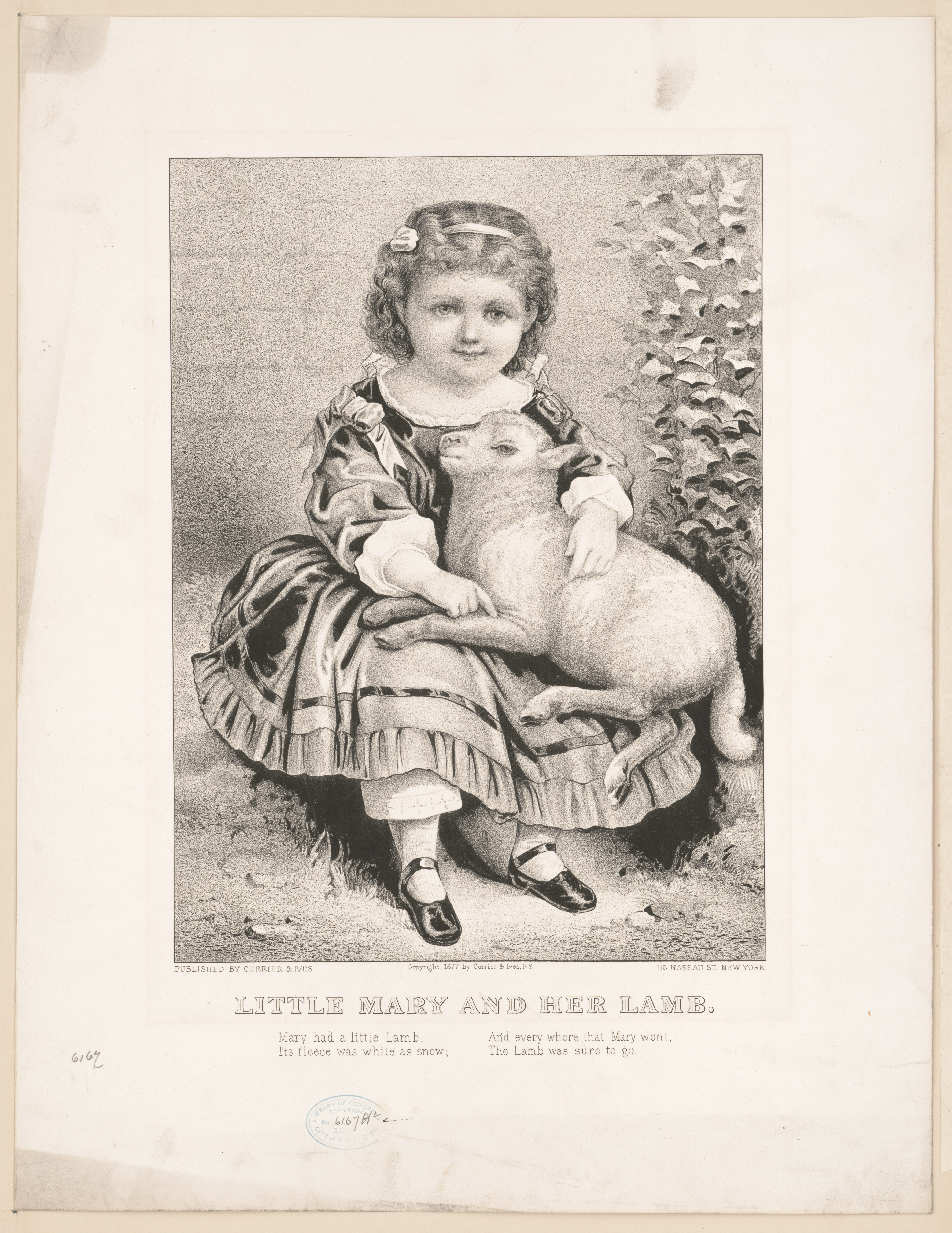

비행기는 Sarah Josepha Hale와 John Roulstone이 작곡, 윤석중이 작사한 동요이다.

## 개요
세 개의 음 도, 레, 미의 3음계로 되어있으며, 배우기 쉬운 노래이다. 영어의 'Mary Had a Little Lamb'과 곡조가 같다.

## 가사
가사는 다음과 같다.

### Mary had a little lamb
- Mary had a little lamb
- little lamb, little lamb
- Mary had a little lamb, its fleece like white as snow

### 비행기
- 1. 떴다 떴다 비행기 날아라 날아라 높이 높이 날아라 우리 비행기
- 2. 내가 만든 비행기 날아라 날아라 멀리 멀리 날아라 우리 비행기

### 계이름
미레도레미미미 레레레 미미미 (미솔솔) 미레도레미미미 레레미레도.